# Pierre Pujol (volley-ball)
Pour les articles homonymes, voir Pierre Pujol.
Pierre Pujol est un joueur français de volley-ball, né le 13 juillet 1984, à Bordeaux (Gironde). Il mesure 1,86 m et joue passeur. Il totalise 212 sélections en équipe de France.

## Biographie
Pierre Pujol soutient la Fondation du Sport, avec laquelle il a notamment réalisé, des films d'éducation nutritionnelle et de sensibilisation à l'importance de l'activité physique.

## Clubs
| Club            | De        | À         |
| --------------- | --------- | --------- |
| CNVB            | 2001-2002 | 2002-2003 |
| Stade poitevin  | 2003-2004 | 2006-2007 |
| Sisley Trévise  | 2007-2008 | 2007-2008 |
| → AS Cannes     | 2008-2009 | 2009-2010 |
| Sisley Trévise  | 2010-2011 | 2010-2011 |
| Fart Kielce     | 2011-2012 | 2011-2012 |
| AS Cannes       | 2012-2013 | 2016-2017 |
| Berlin RV       | 2017-2018 | 2017-2018 |
| GFC Ajaccio VB  | 2018-2019 | 2018-2019 |
| Berlin RV       | 2019-2020 | 2020-2021 |
| Piacenza Volley | 2021-2022 | en cours  |

## Palmarès

### En sélection nationale
- Ligue mondiale (2)
  -  : 2015, 2017.
  -  : 2006.
  -  : 2016.
- Championnat d'Europe (1)
  -  : 2015.
- Championnat d'Europe U21
  -  : 2002.

### En club
- Coupe de la CEV (1)
  - Vainqueur : 2011.
- Championnat d'Allemagne (1)
  - Vainqueur : 2018.
- Coupe d'Allemagne (1)
  - Vainqueur : 2020.
- Supercoupe d'Allemagne (1)
  - Vainqueur : 2019.
  - Finaliste : 2017.
- Championnat de France
  - Finaliste : 2007, 2010.
  - Troisième : 2015, 2019.
- Supercoupe d'Italie (1)
  - Vainqueur : 2007.

### Distinctions individuelles
- 2002 : Championnat d'Europe U21 — Meilleur passeur
- 2007 : Supercoupe d'Italie — MVP